# John P. Schiffer
John Paul Schiffer (* 22. November 1930 in Budapest; † 6. Juni 2022) war ein ungarisch-amerikanischer experimenteller Kernphysiker.
Schiffer ging zunächst in Budapest auf das Gymnasium und emigrierte 1947 in die USA. 1951 erhielt er seinen
Bachelor-Abschluss in Physik am Oberlin College, 1952 seinen Master-Abschluss an der Yale University, an der er 1954 bei Ernest Pollard promoviert wurde (Energy levels of Ca Isotopes). Als Post-Doktorand war er bei Tom Bonner am Rice Institute und von 1956 bis 1960 am Argonne National Laboratory. Seit 1964 ist er dort Senior Physicist. 1964 wurde er Associate Director und von 1979 bis 1982 Direktor der Abteilung Physik. Außerdem war er ab 1969 Professor an der University of Chicago, an der er 2000 emeritierte.
Neben experimenteller Kernphysik (Kernstruktur, Kernreaktionen insbesondere zur Bestimmung von Kerneigenschaften) befasst er sich mit kalten kristallinen Plasmen. Seine Gruppe in Argonne war die Erste in den USA, die die Experimente zum Mößbauer-Effekt wiederholte und er benutzte diesen zur Messung der relativistischen Rotverschiebung. Schiffer befasste sich auch mit der Suche nach exotischeren Objekten. Er suchte nach der Entdeckung der Quarks lange vergeblich nach gebrochenzahligen Ladungen und suchte auch (erfolglos) nach Helium-artigen Strangelets.
Am Argonne Labor entwickelte er mit Kollegen ein Spektrometer zur Untersuchung von instabilen Isotopen mit Transferreaktionen (Helios, Helical Orbit Spectrometer). Dabei wird zum Beispiel ein Deuterium Target mit einem Strahl instabiler leichter Kerne beschossen (inverse Kinematik, das Target ist leichter als das Projektil).
Er war Gastwissenschaftler und Gastprofessor am britischen Kernforschungszentrum (AERE) in Harwell (1959/60), 1964 an der Princeton University, 1967/68 an der University of Rochester und 1973/74 an der TU München.
Er war Fellow der American Physical Society (1968), der American Academy of Arts and Sciences (1998), der American Association for the Advancement of Science (1984), der National Academy of Sciences (1987) und der Königlich Dänischen Akademie der Wissenschaften (1996). 1959 war er Guggenheim Fellow und erhielt 1973 den Humboldt-Forschungspreis. Er war Ehrendoktor der University of Notre Dame (1999).
1976 erhielt er den Tom-W.-Bonner-Preis für Kernphysik. 1985 erhielt er die Wilbur Cross Medal der Yale University. 1983 bis 1985 war er Vorsitzender des Kernphysik Beratungskomitees der National Science Foundation.
Von 1972 bis 1977 war er Associate Editor von Reviews of Modern Physics und ab 1978 Mitherausgeber von Physics Letters. Von 1971 bis 1975 war er Herausgeber von Comments on Nuclear and Particle Physics.